# Timo Werner
Timo Werner (ur. 6 marca 1996 w Stuttgarcie) – niemiecki piłkarz, występujący na pozycji napastnika w angielskim klubie Tottenham Hotspur, do którego jest wypożyczony z RB Leipzig oraz w reprezentacji Niemiec. Uczestnik Mistrzostw Świata w 2018 oraz Mistrzostw Europy w 2020. Syn Günthera Schuha, byłego piłkarza i trenera.  

## Kariera klubowa
Werner jest wychowankiem VfB Stuttgart. 1 sierpnia 2013 zadebiutował w barwach VfB Stuttgart w meczu fazy kwalifikacyjnej Ligi Europy z Botewem Płowdiw. Miał wtedy 17 lat, cztery miesiące i 25 dni, co czyniło go najmłodszym debiutantem w historii klubu.
17 sierpnia 2013 zadebiutował w Bundeslidze, w spotkaniu z Bayerem 04 Leverkusen. 22 września 2013 strzelił swoją pierwszą bramkę dla VfB Stuttgart, przeciwko Eintrachtowi Frankfurt. 10 listopada trafił dwa gole w meczu z SC Freiburg i stał się najmłodszym piłkarzem w historii Bundesligi, który zdobył dwa gole w jednym spotkaniu.
W czerwcu 2016 podpisał czteroletni kontrakt z RB Leipzig.
18 czerwca 2020 Chelsea potwierdziła transfer Wernera i podpisała z nim pięcioletnią umowę.
9 sierpnia 2022 roku powrócił do RB Leipziga za kwotę 20 milionów euro.
W styczniu 2024 roku został wypożyczony do angielskiego Tottenhamu Hotspur. Po zakończeniu sezonu klub oficjalnie przedłużył wypożyczenie z potencjalną możliwością wykupu za kwotę 15 milionów.

## Kariera reprezentacyjna
W reprezentacji Niemiec zadebiutował 22 marca 2017 w meczu z Anglią.

## Statystyki
(Stan na 14 marca 2023)
| Klub               | Sezon              | Liga  | Liga   | Puchar kraju | Puchar kraju | Puchar ligi | Puchar ligi | Europa | Europa | Suma  | Suma   |
| Klub               | Sezon              | Mecze | Bramki | Mecze        | Bramki       | Mecze       | Bramki      | Mecze  | Bramki | Mecze | Bramki |
| ------------------ | ------------------ | ----- | ------ | ------------ | ------------ | ----------- | ----------- | ------ | ------ | ----- | ------ |
| VfB Stuttgart      | 2013/2014          | 30    | 4      | 2            | 0            | —           | —           | 2      | 0      | 34    | 4      |
| VfB Stuttgart      | 2014/2015          | 32    | 3      | 1            | 0            | —           | —           | —      | —      | 33    | 3      |
| VfB Stuttgart      | 2015/2016          | 33    | 6      | 3            | 1            | —           | —           | —      | —      | 36    | 7      |
| VfB Stuttgart      | Łącznie            | 95    | 13     | 6            | 1            | —           | —           | 2      | 0      | 103   | 14     |
| RB Leipzig         | 2016/2017          | 31    | 21     | 1            | 0            | —           | —           | —      | —      | 32    | 21     |
| RB Leipzig         | 2017/2018          | 32    | 13     | 2            | 1            | —           | —           | 11     | 7      | 45    | 21     |
| RB Leipzig         | 2018/2019          | 30    | 16     | 4            | 3            | —           | —           | 3      | 0      | 37    | 19     |
| RB Leipzig         | 2019/2020          | 34    | 28     | 3            | 2            | —           | —           | 8      | 4      | 45    | 34     |
| RB Leipzig         | Łącznie            | 127   | 78     | 10           | 6            | —           | —           | 22     | 11     | 159   | 95     |
| Chelsea            | 2020/2021          | 35    | 6      | 4            | 1            | 1           | 1           | 12     | 4      | 52    | 12     |
| Chelsea            | 2021/2022          | 21    | 4      | 5            | 2            | 4           | 1           | 7      | 4      | 37    | 11     |
| Chelsea            | Łącznie            | 56    | 10     | 9            | 3            | 5           | 2           | 19     | 8      | 89    | 23     |
| RB Leipzig         | 2022/2023          | 22    | 9      | 3            | 5            | —           | —           | 8      | 2      | 33    | 16     |
| RB Leipzig         | Łącznie            | 22    | 9      | 3            | 5            | —           | —           | 8      | 2      | 33    | 16     |
| Łącznie w karierze | Łącznie w karierze | 300   | 110    | 28           | 15           | 5           | 2           | 51     | 21     | 384   | 148    |

## Sukcesy

### Chelsea
- Liga Mistrzów UEFA: 2020/2021
- Superpuchar UEFA: 2021
- Klubowe Mistrzostwa Świata: 2021

### Reprezentacyjne
- Puchar Konfederacji: 2017

### Indywidualne
- Złoty But Pucharu Konfederacji: 2017
- Drużyna sezonu Ligi Europy UEFA: 2017/2018

### Rekordy
Bundesliga
- Najmłodszy strzelec dwóch goli w jednym meczu Bundesligi: 17 lat i 249 dni
- Najmłodszy zawodnik, który rozegrał 150 meczów w Bundeslidze: 22 lata i 5 dni
- Najmłodszy zawodnik, który rozegrał 200 meczów w Bundeslidze: 23 lata i 268 dni

VfB Stuttgart
- Najmłodszy zawodnik, który wystąpił w oficjalnym meczu: 17 lat i 148 dni
- Najmłodszy zawodnik, który wystąpił w meczu europejskim: 17 lat i 148 dni
- Najmłodszy zawodnik, który wystąpił w Pucharze Niemiec: 17 lat i 151 dni
- Najmłodszy zawodnik, który wystąpił w Bundeslidze: 17 lat i 164 dni
- Najmłodszy strzelec bramki: 17 lat i 219 dni

RB Leipzig
- Pierwszy zawodnik, który w historii tego klubu strzelił gola w fazie pucharowej Ligi Mistrzów UEFA: sezon 2019/20 wygrany wyjazdowy mecz 1:0 przeciwko Tottenham Hotspur.

Nieaktualne
- Najskuteczniejszy zawodnik w historii Bundesligi w meczach wyjazdowych, w jednym sezonie: 17 goli (sezon 2019/2020)[a][b][12]